# Arquà Polesine
Arquà Polesine [arˈkwa poˈleːzine] ist eine italienische Gemeinde (comune)  mit 2559 Einwohnern (Stand 31. Dezember 2023) in der Provinz Rovigo, Region Venetien.
Sie bedeckt eine Fläche von knapp 20 km².

## Gemeindepartnerschaft
Mit der französischen Gemeinde Vourles im Département Rhône besteht eine Partnerschaft.